# Krassavino
Krassavino (en russe : Красавино) est une ville de l'oblast de Vologda, en Russie, dans le raïon Velikooustiougski. Sa population s'élevait à 6 616 habitants en 2013.

## Géographie
Krassavino est située sur la Dvina septentrionale, au nord de l'oblast, à 414 km au nord-est de Vologda. Les villes les plus proches sont Veliki Oustioug, à 24 km (27 km par la route) au sud-ouest, et Kotlas, dans l'oblast d'Arkhangelsk, à 32 km (35 km par la route) au nord.

## Histoire
Krassavino abrite l'une des plus anciennes usines de transformation du lin, en Russie, bâtie en 1848. En 1899-1914, un certain nombre de squelettes d'énormes reptiles datant du Permien, ont été retrouvés dans les environs de Krassavino.
Krassavino accéda au statut de commune urbaine en 1927 puis à celui de ville en 1947.

## Population
Recensements (*) ou estimations de la population
| 1897* | 1926* | 1931  | 1939* | 1959*  | 1970*  |
| ----- | ----- | ----- | ----- | ------ | ------ |
| 500   | 2 966 | 6 200 | 9 100 | 11 186 | 10 880 |

| 1979*  | 1989* | 2002* | 2010* | 2012  | 2013  |
| ------ | ----- | ----- | ----- | ----- | ----- |
| 10 336 | 9 535 | 8 211 | 7 003 | 6 783 | 6 616 |